# گورستان جمشیدآباد
گورستان جمشید آباد مربوط به عصر آهن I است و در شهرستان رودبار، بخش مرکزی، روستای جمشید آباد واقع شده و این اثر در تاریخ ۱۲ تیر ۱۳۸۴ با شمارهٔ ثبت ۱۲۰۵۱ به‌عنوان یکی از آثار ملی ایران به ثبت رسیده است.